# ちびっこ展
『ちびっこ展』（ちびっこてん）は、中部日本放送（CBC）とテレビ愛知の2局で放送された子供向け番組。いずれも納屋橋まんじゅう本店の一社提供。

## 概要
この番組は毎回、番組に送られてくる6歳くらいまでの幼児が描いた絵画を1点選んで映し、洋画家の山本正英による批評のナレーションを交えながら視聴者に紹介していた。批評のナレーションといっても決して絵の悪い点を指摘するようなことはなく、絵の優れた点や特徴的な部分などを探し出しては褒めていた。番組が投稿用紙に指定していたのは4ツ切サイズの画用紙で、番組のラストで毎回表示される募集要項でそれを告知していた。

## CBC版
CBCでは1977年4月4日から1984年9月28日まで放送。
番組は放送開始から7年半の間、一貫して『JNNニュースコープ』終了直後の18:55枠で放送されていたが、1983年にテレビ愛知が開局すると程なくしてCBCでの放送を終了し、テレビ愛知で新番組として再開することになった。放送局の移籍後も納屋橋まんじゅう本店はスポンサーを降りることなく、以後も番組を支援し続けた。テーマ音楽はリチャード・クレイダーマンの「恋はピンポン」。

### 放送時間
- 月曜 - 金曜 18:55 - 18:57 （1977年4月4日 - 1984年9月28日）

## テレビ愛知版
テレビ愛知では1984年10月1日から1992年3月31日まで放送。
同局への移籍後しばらくは『マンガのくに』が始まる直前の18:30枠で放送されていたが、その後の枠交換により、以後は『マンガのくに』終了直後の18:58枠で放送されるようになった。しかし、この番組が存在していたことによって『マンガのくに』放送作品のオープニングとエンディングがカットされ続けていたため、最末期においては『レディス4』終了直後の16:58枠で放送されるようになった。その1年後には同枠での放送も終了し、CBC時代から合わせて15年間にわたる放送に幕を閉じた。

### 放送時間
- 月曜 - 金曜 18:30 - 18:32 （1984年10月1日 - 1984年10月15日）
- 月曜 - 金曜 18:58 - 19:00 （1984年10月16日 - 1991年3月29日）
- 月曜 - 金曜 16:58 - 17:00 （1991年4月1日 - 1992年3月31日）